# Rohmilch
Rohmilch ist die unbehandelte Milch von Milchvieh. Sie dient mehrheitlich in Molkereien als Rohstoff, kann aber auch direkt verzehrt werden oder wird ohne Wärmebehandlung zu Produkten wie z. B. Rohmilchkäse, Rohmilchquark oder Rohmilchbutter weiterverarbeitet.
Da sie anders als die im Handel erhältliche Vollmilch, fettarme Milch oder H-Milch nicht durch Wärmebehandlung keimarm gemacht wurde, kann sie Krankheitserreger enthalten. Daher ist die direkte Abgabe an den Endverbraucher in vielen Ländern nur unter strengen Auflagen erlaubt oder ganz untersagt.
Mit Einführung der Pasteurisierung Ende des 19. Jahrhunderts wurde der Rohmilchkonsum fast vollständig zurückgedrängt. In den USA hat dies im frühen 20. Jahrhundert zur Entstehung einer Bewegung für den Rohmilchkonsum geführt. Auch heute gibt es Befürworter des Verzehrs von Rohmilch.

## Rechtliche Grundlagen

### EU-Recht
Nach dem Lebensmittelrecht der Europäischen Union ist Rohmilch die Bezeichnung für „das unveränderte Gemelk von Nutztieren, das nicht über 40 °C erhitzt und keiner Behandlung mit ähnlicher Wirkung unterzogen wurde“ und auch nicht durch Mikrofiltration behandelt, also durch Filter mit sehr kleinen Poren gefiltert wurde. Gemelk ist hierin ein Sammelbegriff für die Milch von Kühen, Ziegen, Schafen und Büffeln. Zur Minimierung des Infektionsrisikos gelten für die Herstellung, das Behandeln und das Inverkehrbringen von Rohmilch und Rohmilchprodukten in der Europäischen Union besondere Hygienevorschriften sowie Vorgaben zur Kennzeichnung. Rohmilch für den unmittelbaren Verzehr ist mit dem Wort „Rohmilch“ zu kennzeichnen. Den Mitgliedsstaaten ist überlassen, die Abgabe von Rohmilch und Rohrahm an Verbraucher national zu verbieten oder einzuschränken.

### Deutschland
Die Abgabe von Rohmilch (oder Rohrahm) an Verbraucher ist grundsätzlich verboten; das gilt auch für den unentgeltlichen Ausschank zum Probieren oder für Rohmilch, in der keine Krankheitserreger nachweisbar sind.
An Verbraucher abgegeben werden darf sie ausnahmsweise nur
1. unter der Bezeichnung des Lebensmittels als Vorzugsmilch verpackt, unter höheren hygienischen Anforderungen an ihre Beschaffenheit, an ihre ständige Kühlung und an den behördlich genehmigten Erzeugerbetrieb und bei einer Kennzeichnung mit einem ab Gewinnung gerechnet höchstens 96-stündigem Verbrauchsdatum und dem Warnhinweis „Aufbewahren bei höchstens 8 °Celsius“ und dabei nicht in Gemeinschaftsverpflegungseinrichtungen (wie Schulkantinen)[5] oder
2. direkt in und von dem Betrieb, in dem sie behandelt und an diesem Tag oder am Vortag gewonnen wurde, sofern diese oft so genannte „Milch ab Hof“ oder „Milchtankstelle“ der Lebensmittelüberwachungsbehörde angezeigt wurde, allgemeine Hygieneanforderungen beachtet sind[6] und an der Abgabestelle gut lesbar die Erklärung angebracht ist: „Rohmilch, vor dem Verzehr abkochen“.[7]

### Schweiz
Eine ähnliche Definition für Rohmilch wie nach EU-Recht gilt im Schweizer Recht: „Rohmilch ist Milch, die nicht über 40 °C erwärmt und keiner weiteren Behandlung mit ähnlicher Wirkung unterzogen wurde“ (Art. 32 Abs. 2 VLth). Sie gilt als „nicht genussfertig“ und muss u. a. mit einem Hinweis versehen werden, dass sie „vor dem Konsum auf mindestens 70 °C erhitzt werden muss“ (Art. 38 Abs. 1 VLth).

### Österreich
In Österreich ist der Warenverkehr für Rohmilch durch eine eigene Rohmilchverordnung geregelt.

### Einschränkungen und Verbote weltweit
Diese Tabelle bietet einen Überblick über einige Staaten, die die Abgabe von Rohmilch an Endverbraucher verboten haben oder nur unter Einschränkungen zulassen.
|                                   | Eingeschränkt | Verboten                                    |
| --------------------------------- | --- | ------------------------------------------- |
| Singapur                          | | x                                           |
| Norwegen                          | | x (Ausnahme: Gelegentliche Verkäufe ab Hof) |
| Schweden                          | Nur von registrierten Höfen, in begrenzter Menge |                                             |
| Großbritannien (exkl. Schottland) | Nur von registrierten Höfen, ab Hof, auf Bauernmärkten, als Direktlieferung, nicht in Geschäften. |                                             |
| Schottland                        | | x                                           |
| Kanada                            | | x                                           |
| Australien                        | | x                                           |
| Niederlande                       | Nur ab Hof |                                             |
| USA                               | Regelungen auf Bundesstaatenebene: 7 Staaten: Ohne Auflagen 19 Staaten: Mit Auflagen 21 Staaten: Abgabe verboten 3 Staaten: Mit Ausnahmen verboten Bundesweit: Es ist verboten, Rohmilch für den menschlichen Verzehr zu Handelszwecken über die Grenze eines Bundesstaates zu transportieren. |                                             |

## Gesundheitliche Aspekte
Rohmilch kann mit pathogenen Mikroorganismen kontaminiert sein. Die Keimbelastung von Rohmilch ist unter anderem abhängig von Fütterung und dem Gesundheitszustand des Tieres, der Bakterienflora der Euterhaut, der Hygiene beim Melken und der Melktechnik.
Gefahren des Rohmilchverzehrs gehen von möglicherweise enthaltenen pathogenen Mikroorganismen wie Salmonellen, Campylobacter, Yersinia, Listerien und Escherichia coli aus. Diese können in Rohmilch nicht nur vorkommen, sie sind in Milch und Milchprodukten auch vermehrungsfähig. Es gibt viele Berichte, bei denen Rohmilch als Quelle für Krankheitsausbrüche nachgewiesen wurde. Besonders riskant ist Rohmilchverzehr für Säuglinge, Kleinkinder, Schwangere, alte Menschen und Menschen mit verminderten Abwehrkräften. Verantwortlich für das Auftreten von Listerien sind vor allem die Verfütterung von Silage schlechter Qualität, schlechte Hygiene sowie unzureichende Beleuchtung der Ställe und des Melkraums. Daher findet man gelegentlich den Hinweis, dass die Rohmilch silofrei bzw. silagefrei erzeugt wurde. In der Vergangenheit spielten in Rohmilch enthaltene Erreger der Tuberkulose der Rinder eine wichtige Rolle als Infektionsquelle für Tuberkulose beim Menschen. Diese Gefahr ist heute in Westeuropa nur noch gering, in anderen Teilen der Welt jedoch nach wie vor hoch.
Ebenfalls durch Rohmilch von Ziegen, Kühen und Schafen übertragbar ist die Frühsommer-Meningoenzephalitis (FSME), eine durch Viren verursachte Gehirnhautentzündung. Dieser mit geschätzt rund 1 % aller Fälle seltene Ansteckungsweg wurde seit den 1950er Jahren vor allem im östlichen Mittel- und Osteuropa beobachtet, nach der Jahrtausendwende gab es jedoch auch Fälle in Mitteleuropa, fast immer im Zusammenhang mit Ziegen-Rohmilch.
Pasteurisierung führt nachweislich nur zu einem sehr geringen Verlust an fettlöslichen Vitaminen (Vitamine A, D und E), während negative Auswirkungen auf andere Nährstoffe nicht nachgewiesen werden können. Enzyme und Antikörper werden durch Wärmebehandlung zwar inaktiviert („denaturiert“), jedoch stellt sich bei Rohmilchverzehr der gleiche Effekt durch die Proteinverdauung im Magen ein. Mit Laktobazillen hergestellte Milchprodukte (zum Beispiel Joghurt) finden sich zahlreich im Handel. Eine nach Rohmilchkonsum verbesserte Abwehrbereitschaft gegen Erkrankungen ist nicht belegt. Der Bundesgesundheitsrat bewertete 1974 in seinem Votum zum Thema „Ernährungsphysiologischer Wert von Rohmilch gegenüber den gesundheitlichen Risiken“, dass „der Verzehr von Rohmilch ernährungsphysiologisch keine Vorteile bietet, daß er aber im Vergleich zum Verzehr von erhitzter Milch ein gesundheitliches Risiko für den Menschen darstellt“. Dieses Risiko könne „nur durch eine erhebliche, kostenaufwendige Untersuchung und Überwachung der Rohmilchlieferbetriebe auf ein vertretbares Minimum beschränkt werden“. Abgesehen von Staphylokokken-Enterotoxinen lassen sich durch anerkannte Hitzebehandlungsverfahren die mikrobiologischen Gefahren von Trinkmilch sicher ausschließen. Lediglich bei technischen Fehlern in der Wärmebehandlung oder durch anschließende Rekontamination kann auch pasteurisierte Milch zum Auslöser von Infektionen werden. Dabei handelt es sich jedoch um Unfälle, die in der modernen Molkereitechnologie zu Ausnahmen zählen.
1989 stellte der britische Epidemiologe David P. Strachan die sogenannte Hygienehypothese auf, wonach eine verringerte Infektionsinzidenz in der frühen Kindheit eine Erklärung für den Anstieg atopischer Erkrankungen wie Asthma bronchiale und allergischer Rhinitis im 20. Jahrhundert sein könnte. Epidemiologische Beobachtungsstudien fanden später, dass Menschen, die im ersten Lebensjahr mit roher statt pasteurisierter Milch ernährt wurden, im Schul- und sogar im Erwachsenenalter mit geringerer Wahrscheinlichkeit von atopischen Erkrankungen betroffen sind. Die Rohdaten für die statistische Auswertung wurden bei den Teilnehmern im Schul- oder Erwachsenenalter über Fragebögen erhoben. Säuglinge, die im ersten Lebensjahr mit roher statt verarbeiteter Kuhmilch ernährt wurden, zeigten in einer weiteren Beobachtungsstudie ein um etwa 30 Prozent reduziertes Risiko für Atemwegsinfektionen und Fieber. Der endgültige Nachweis auf Grundlage kontrollierter Studien an Säuglingen ist aber aus ethischen Gründen nicht möglich. Mayerhofer et al. zufolge, wird der Präventionseffekt von Rohmilchkonsum durch die folgenden Bestandteile vermittelt: Immunglobulin G, MicroRNA, Omega-3-Fettsäuren, Oligosaccharide, Mikroben und vor allem Molkenproteine. Das Molkenprotein β-Lactoglobulin zeige zusammen mit Zink und anderen Bindungspartnern in vitro und in vivo sowohl allergievorbeugende und als auch allergiemindernde Wirkung. β-Lactoglobulin ist nicht nur Milchbestandteil, sondern wurde auch als zentrales Protein in der Umgebungsluft von Rinderfarmen und im Stallstaub identifiziert. Der Verzehr von Rohmilch könne wegen des möglichen Vorhandenseins pathogener Keime nicht empfohlen werden. Die S3-Leitlinie Allergieprävention (Stand: November 2022) bestätigt „klare Hinweise“, dass das Aufwachsen auf dem Bauernhof vor der Entwicklung von Asthma und auch allergischen Erkrankungen schützt, enthält jedoch keine Empfehlung für Rohmilchkonsum.

## Politisierter Rohmilchaktivismus und -konsum in den USA
Die Milchproduktion der USA begann sich ab den 1800er Jahren zu industrialisieren. Massenproduktion und -vertrieb von Milch und Milcherzeugnissen führten zunächst zu sich weiter verbreitenden Ausbrüchen von durch Milch übertragenen Krankheiten. Die größten milchbedingten Gefahren jener Zeit waren schlechte Hygiene und Handhabungsverfahren sowie erkrankte Milchkühe. Unter unhygienischen Bedingungen produzierte und transportierte Milch verursachte wiederholt Ausbrüche von Typhus, Scharlach, Diphtherie, Durchfallerkrankungen und Streptokokken-induziertem, toxischem Schocksyndrom.
Wegen dieser Probleme mit kontaminierter Milch bildeten sich in den USA zwei Volksgesundheitsbewegungen, die sowohl die Lieferanten schlechter Milch, als auch sich gegenseitig angriffen. Die Bewegung für zertifizierte Milch förderte die Hygiene in allen Phasen der Milcherzeugung und Vermarktung unter der Aufsicht medizinischer Milchkommissionen, wendete sich aber gegen die Pasteurisierung mit der Behauptung, sie verursache Mangelernährung, erlaube die Vermarktung von „sterilisiertem Unrat“ und zerstöre den natürlichen Geschmack der Milch. Dem entgegen verurteilte die Bewegung für pasteurisierte Milch zertifizierte Milch trotz der gesundheitlichen Vorsichtsmaßnahmen als unsicher. Nach mehreren Epidemien, die auf den Konsum zertifizierter Rohmilch zurückgeführt wurden, wurde die Pasteurisierung als primärer Gesundheitsschutz für die nationale Milchversorgung akzeptiert. Die hygienischen Konzepte der Bewegung für zertifizierte Milch gingen als wichtige ergänzende Schutzmaßnahmen in die Milchhygienekodizes ein. Trotz fehlendem Beleg, dass die Milchpasteurisierung negative Auswirkungen auf die menschliche Ernährung oder Gesundheit hat, wurde weiterhin auch Rohmilch (zertifiziert und unzertifiziert) verkauft. Einige Biolebensmittel-Enthusiasten warben und werben hierfür intensiv mit Argumenten ähnlich jenen, die schon in den 1890er Jahren vorgebracht wurden.
Als gesundheitsbezogene Hauptargumente der Befürworter von unbehandelter Milch führte Potter 1984 an:
- Rohmilch besitze einen höheren Nährwert.
- Rohmilch enthalte wertvolle Enzyme und Antikörper.
- Rohmilch weise eine Laktobazillen-Flora auf.
- Der Verzehr von Rohmilch führe zu einer vermehrten Abwehrbereitschaft gegen Krankheiten.[31]

2009 beschrieben Lejeune und Rajala-Schultz, dass Befürworter der Rohmilch behaupten, nicht-pasteurisierte Milchprodukte seien absolut sicher und könnten ein breites Spektrum von Krankheiten, einschließlich Herzerkrankungen, Nierenerkrankungen, Krebs und Laktoseintoleranz, verhindern oder behandeln.
Auch das Geschmacksargument spielt bis in die Gegenwart eine Rolle. In bäuerlichen Familien war der Rohmilchkonsum schon immer üblich; die meisten Bauernfamilien nennen Geschmack und Bequemlichkeit als Hauptgründe. Auch ein kleiner Teil der übrigen US-Bevölkerung konsumiert Rohmilch. In der FoodNet-Bevölkerungsumfrage aus dem Jahr 2002 gaben 3,5 % der Befragten an, in den letzten sieben Tagen vor der Umfrage nicht-pasteurisierte Milch konsumiert zu haben. Eine 2014 veröffentlichte Befragung unter US-amerikanischen Rohmilchkonsumenten ermittelte, dass 86 der 153 Teilnehmer ihren Rohmilchkonsum mit dem Glauben an Gesundheitsvorteile und leichtere Verdaulichkeit begründeten. Zwölf Teilnehmer sagten aus, dass ihnen Rohmilch besser schmecke als pasteurisierte Milch. Acht Teilnehmer zitierten soziale und ökologische Bedenken wie „Unterstützung der lokalen Landwirte“ und „es ist besser für die Kühe“. Sechs Teilnehmer gaben an, Allergien gegen pasteurisierte Milch zu haben, und zwei behaupteten, Rohmilchkonsum heile nicht näher spezifizierte Krankheiten. Sechs weitere Teilnehmer gaben individuelle Begründungen wie „Ich bin damit aufgewachsen“ oder „Ich esse keine verarbeiteten Lebensmittel“ an.
1987 verbot die US-Bundesbehörde für Lebens- und Arzneimittel (FDA) den Verkauf von für den menschlichen Verzehr bestimmter Rohmilch über die Grenzen der Bundesstaaten. Hiergegen kämpfen alternative Ernährungsaktivisten, libertäre Gegner staatlicher Regulierung sowie Vertreter der amerikanischen Rechten. Als Protagonist der Bewegung tritt die Weston A. Price Foundation mit ihrer Kampagnen-Webseite realmilk.com in Erscheinung. Rahn et al. stellten 2017 fest, dass Rohmilch-Befürworter in mehreren US-Bundesstaaten für den Abbau rechtlicher Hürden beim Verkauf von Rohmilch plädieren. Für viele amerikanische Rechte ist Rohmilchkonsum zudem mittlerweile Teil eines politisch „rechten“ Gegenmodells zum „linken“ Veganismus, bei dem tierische Proteine im Vordergrund stehen. Der amerikanische Gesundheitsminister Robert F. Kennedy Jr. (Kabinett Trump II) ist ebenfalls ein Befürworter von Rohmilchkonsum. Auch im deutschsprachigen Raum gibt es Social-Media-Influencer die sich für den Konsum von Rohmilch aussprechen, jedoch mit geringerer Reichweite als in den USA.

## Vermarktung und Verwendung
Der Einsatz von Rohmilch als Ausgangsstoff definiert Produkte wie Rohmilchkäse, Rohmilchbutter oder Rohmilchquark.